# Dabsylchlorid
Dabsylchlorid (von Dimethylaminoazobenzolsulfonylchlorid) ist ein organisches Benzosulfonylchlorid, das als Nachweisreagenz dient.
Dabsylchlorid wird in der Proteinanalytik zur Vorsäulenderivatisierung von primären und sekundären Aminen in der HPLC genutzt. Dabei wird die Aminogruppe mit dem Reagenz derivatisiert:
Das Derivat zeigt dann Absorption bei 436 nm und bietet eine Empfindlichkeit von 1 pmol. Die gebildeten Dabsyl-Aminosäuren sind über mehrere Wochen stabil.
In der Nukleinsäureanalytik kann Dabsylchlorid als Quencher für Fluoreszenzmarker verwendet werden, zum Beispiel zur Detektion bestimmter RNA-Sequenzen. Dabei wird eine RNA-Sonde mit dem Quencher (Dabsylchlorid) direkt am 5′-Ende, und dem Fluorophor etwa zwei Nukleotide davor bestückt. Eine zweite Sonde wird mit einer Phosphorothioatgruppe am Ribonukleotid am 3′-Ende bestückt. Bilden beide Sonden mit der gesuchten Sequenz Basenpaarungen aus, kann der Schwefel aus der Phosphorothioatgruppe das Dabsylchlorid durch eine SN2-Substitution am C5 entfernen und der Fluoreszenzmarker wird detektierbar.